# LG New Chocolate (BL40)
BL40, tên thương hiệu là New Chocolate, là một điện thoại thông minh từ công ty điện tử Hàn Quốc LG. Nó được thiết kế để giống với bản gốc LG Chocolate. Nó được giới thiệu ngày 3 tháng 8 năm 2009 thể hiện thiết kế đặc biệt, kết hợp màn hình 4 inch tiên phong cho ý tưởng về tỉ lệ màn hình 21:9, chiếc điện thoại đầu tiên trong lịch sử điện thoại. Nó được trang bị giao diện người dùng S-Class 3D, được giới thiệu lần đầu tiên trên LG Arena.

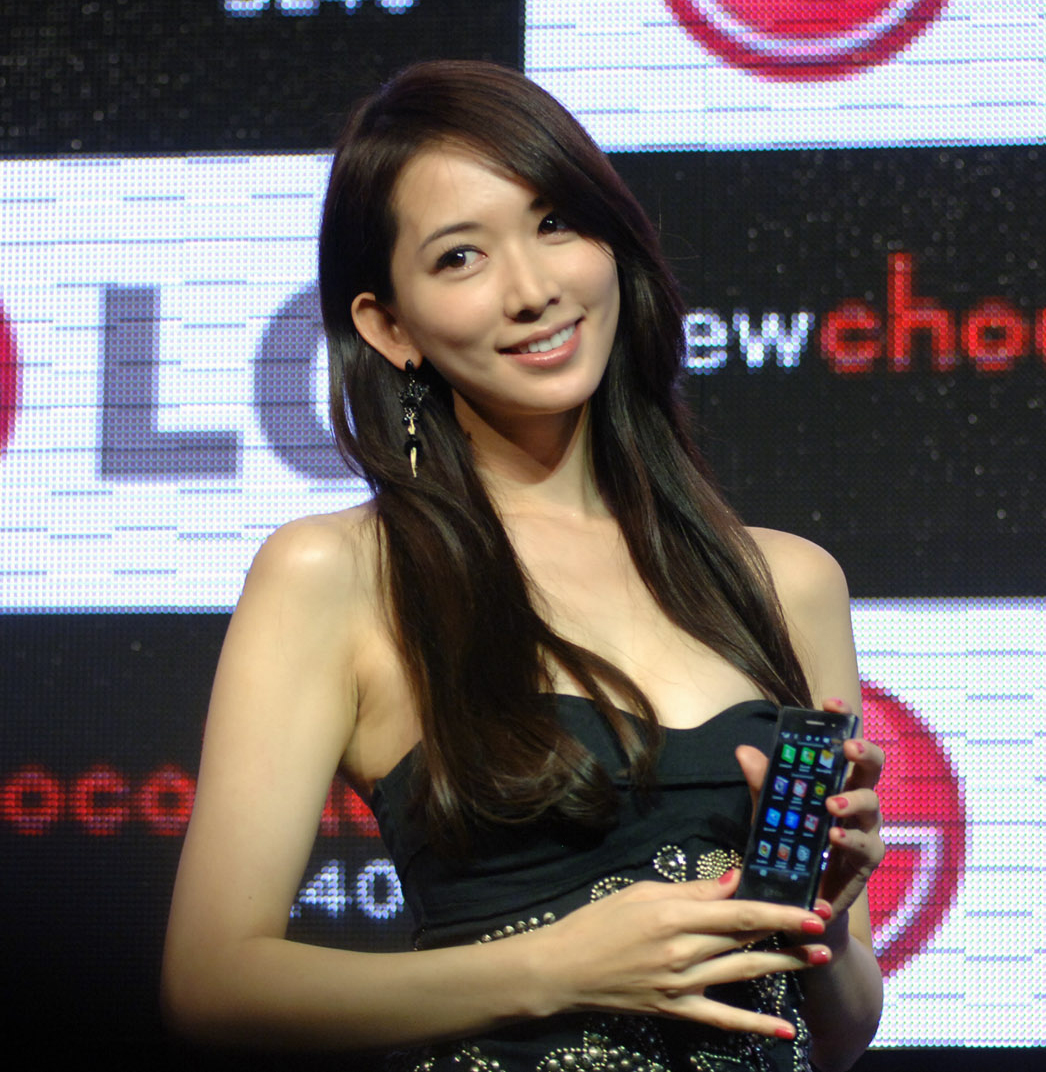
Diễn viên, người mẫu Lâm Chí Linh tại sự kiên ra mắt điện thoại LG New Chocolate (BL40) vào năm 2009, Hồng Kông

Nó có ba băng tầng với hỗ trợ HSDPA. Máy ảnh 5-megapixel f/2.8 với ống kính Schneider Kreuznach Tessar, (từng trang bị trên LG Renoir, LG Viewty trước đó). Bộ nhớ trong 335 MB có thẻ MicroSD mở rộng lên đến 32 GB. Ngoài ra còn có Wi-Fi, gia tốc kế, và đài FM.